# 三甲基三氟甲基硅烷
三甲基三氟甲基硅烷（Ruppert-Prakash试剂，TMSCF3）是一种有机硅化合物，化学式为CF3Si(CH3)3。它是无色液体，在有机合成中可用于引入三氟甲基。它最初于1984年由Ingo Ruppert合成，并在后来由G. K. Surya Prakash进一步研究了它在有机合成中的应用。